# Nicolas Depoortère

a Compétitions nationales et continentales officielles uniquement.

b Matchs officiels uniquement.
Dernière mise à jour le 19 juillet 2025.
Nicolas Depoortère, né le 13 janvier 2003 à Pessac (Gironde), est un joueur français de rugby à XV. Il évolue depuis 2022 au poste de centre à l'Union Bordeaux Bègles en Top 14.
Il remporte la Champions Cup avec l'Union Bordeaux Bègles en 2025.

## Biographie

### Jeunesse et formation
Nicolas Depoortère naît le 13 janvier 2003 à Pessac en Gironde.
Formé depuis l'âge de cinq ans au club de la commune d'Izon, l'Union sportive Izon, il intègre en 2016 le CA Bègles, puis les rangs de l'Union Bordeaux Bègles où il joue tout d'abord avec les espoirs à partir de 2021,.
En juin 2022, il est retenu par l'équipe de France des moins de 20 ans pour disputer les Six Nations Summer Series. Il dispute son premier match avec cette sélection contre l'Irlande où il inscrit son premier essai avec les Bleuets, contribuant à la large victoire 42-21 de son équipe. Il prend part à trois autres rencontres dans la compétition.

### Débuts professionnels (2022-)
Le 23 décembre 2022, il entre en jeu pour son premier match en Top 14 contre le Stade rochelais. Un mois plus tard, il est de nouveau retenu par les Bleuets pour participer au Tournoi des Six Nations des moins de 20 ans 2023. Il est notamment nommé capitaine de la sélection en l'absence d'Émilien Gailleton lors des deux premières journées où il est titulaire au centre. Cependant, il manque la troisième journée car son club a des absences au poste de centre, il fête alors ses deux premières titularisations face à l'USA Perpignan où il est l'auteur d'une très bonne prestation associé à Tani Vili, puis face au CA Brive. Il fait ensuite son retour pour les deux dernières journées, il inscrit notamment un doublé contre les gallois lors du dernier match où il joue ailier et les jeunes français terminent la compétition à la seconde place. De retour du Tournoi, il continue d'enchaîner les matchs avec l'UBB et il inscrit ses deux premiers essais en Top 14 face au Racing 92 puis le Lyon OU. En mai, il prolonge son contrat avec le club girondin jusqu'en 2026. Début juin, il est de nouveau sélectionné avec les Bleuets, cette fois-ci pour participer au Championnat du monde junior. À la fin de la compétition, il est sacré champion du monde avec ses coéquipiers après avoir remporté largement la finale sur le score de 50 à 14 face aux Irlandais où il est l'auteur d'une bonne performance,. Durant la compétition, il inscrit cinq essais en cinq rencontres, faisant de lui le meilleur marqueur d'essais de la compétition à égalité avec deux néo-zélandais et un géorgien,,.
La saison suivante, il devient un des hommes de base de Yannick Bru, étant régulièrement titulaire au poste de second centre au sein d'une ligne de trois-quarts composée des internationaux Matthieu Jalibert, Damian Penaud ou encore son ami du centre de formation bordelais, Louis Bielle-Biarrey.
Le 28 juin 2024, il est titulaire en finale du Top 14, organisée exceptionnellement au Stade Vélodrome de Marseille, face au Stade toulousain. Les bordelais ne parviennent pas à inquiéter les toulousains et s'inclinent sur le large score de 59 à 3.
Le 14 septembre 2024, il est nommé capitaine de l'UBB contre le LOU lors du match comptant pour la 2e journée de Top 14 de la saison 2024-2025, devenant ainsi le 2e joueur le plus jeune de l'histoire du club à accéder à cette distinction, dix ans après Baptiste Serin (contre Edimbourg) qui était alors âgé de 20 ans.
Le 24 mai 2025, il est titulaire en finale de la Champions Cup au Millennium Stadium de Cardiff face aux Northampton Saints. Les bordelo-bèglais s'imposent 28 à 20 face aux anglais et remportent ainsi le premier titre de l'histoire du club.

## Statistiques

### En club
| Saison    | Saison                | Championnat | Championnat | Championnat | Championnat | Compétitions de l'EPCR | Compétitions de l'EPCR | Compétitions de l'EPCR | Compétitions de l'EPCR |
| Saison    | Saison                | Compétition | M           | Pts         | Ess.        | Compétition            | M                      | Pts                    | Ess.                   |
| --------- | --------------------- | ----------- | ----------- | ----------- | ----------- | ---------------------- | ---------------------- | ---------------------- | ---------------------- |
| 2022-2023 | Union Bordeaux Bègles | Top 14      | 12          | 10          | 2           | Champions Cup          | -                      | -                      | -                      |
| 2023-2024 | Union Bordeaux Bègles | Top 14      | 15          | 30          | 6           | Champions Cup          | 3                      | 5                      | 1                      |
| Total     | Total                 | Top 14      | 27          | 40          | 8           | Champions Cup          | 3                      | 5                      | 1                      |

### Internationales
Au 19 juillet 2025, Nicolas Depoortère compte 4 capes en équipe de France,  depuis le 10 mars 2024 contre le Pays de Galles.
| Année | Compétition | Matchs | Points | Essais | Transf. | Drops | Pénal. |
| ----- | ----------- | ------ | ------ | ------ | ------- | ----- | ------ |
| 2024  | Six Nations | 2      | 0      | 0      | -       | -     | -      |
| 2025  | Test matchs | 2      | 0      | 0      | -       | -     | -      |
| Total | Total       | 4      | 0      | 0      | -       | -     | -      |

## Palmarès

### En club
- Finaliste du Championnat de France en 2024 et 2025 avec l'Union Bordeaux Bègles.
- Vainqueur de la Champions Cup en 2025 avec l'Union Bordeaux Bègles.

### En équipe nationale
- Vainqueur du Championnat du monde junior en 2023 avec l'équipe de France des moins de 20 ans.

#### Tournoi des Six Nations
| Édition          | Rang | Résultats France | Résultats Depoortère | Matchs Depoortère |
| ---------------- | ---- | ---------------- | -------------------- | ----------------- |
| Six Nations 2024 | 2    | 3 v, 1 n, 1 d    | 2 v, 0 n, 0 d        | 2/5               |

Légende : v = victoire ; n = match nul ; d = défaite ; la ligne est en gras quand il y a Grand Chelem.

### Distinctions personnelles
- Meilleur marqueur du Championnat du monde junior en 2023 (5 essais)
- Oscar du Midi olympique :  Oscar espoir 2024[27]